# Wohnturm

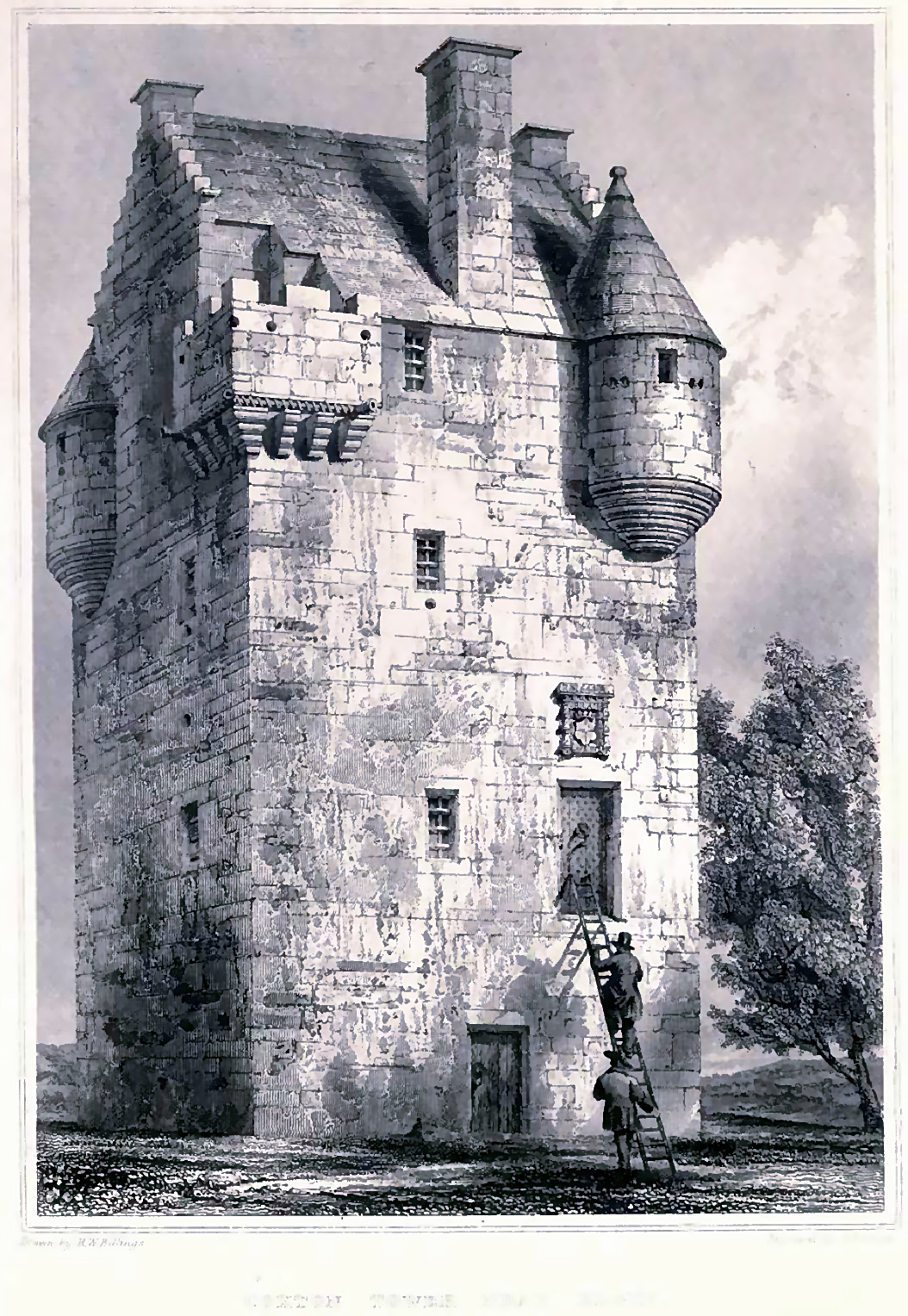
Freistehendes Tower House Coxton Tower, wie es im Mittelalter auf den Britischen Inseln üblich war

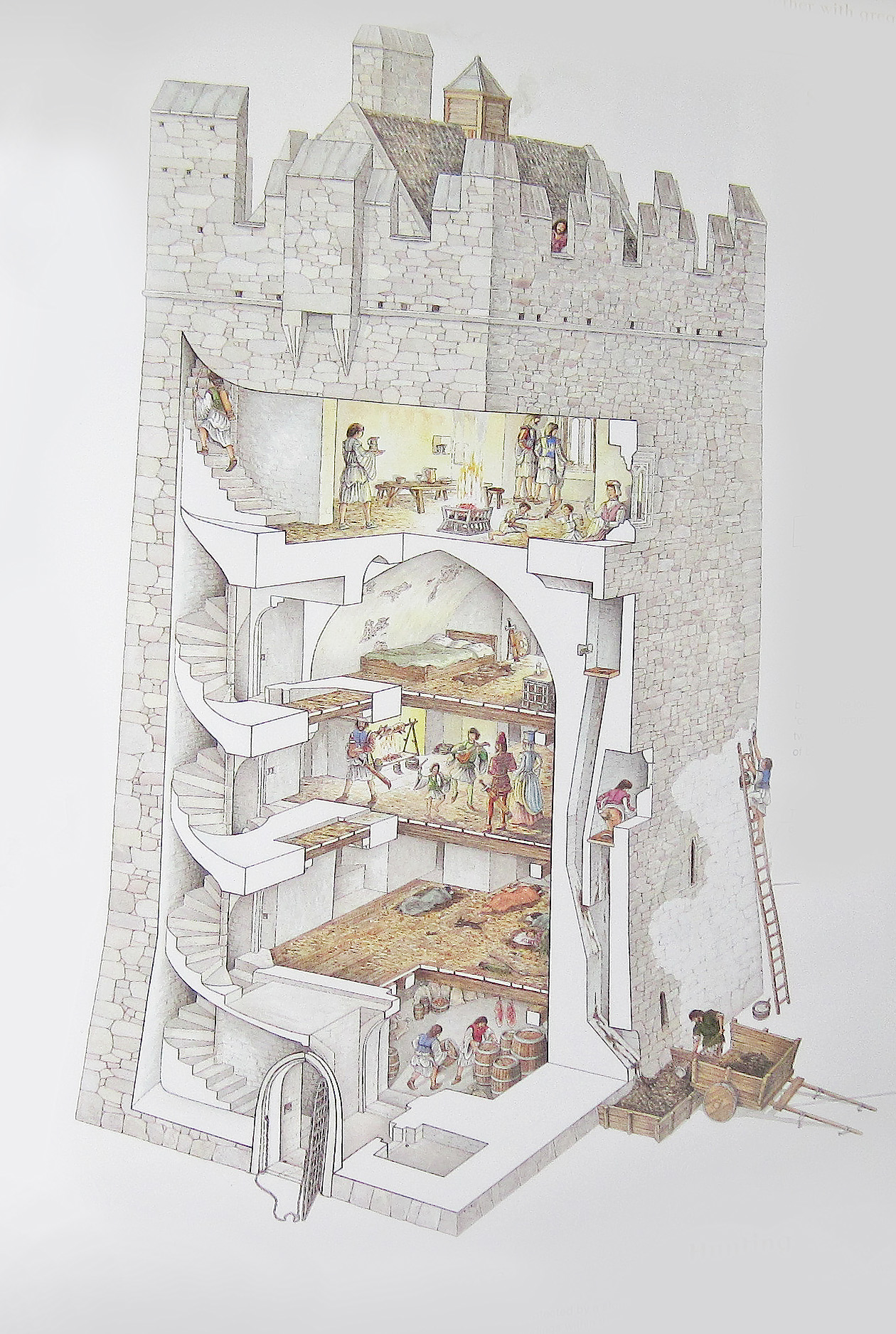
Schema des Ross Castle

Ein Wohnturm ist ein mittelalterlicher Turm, der zu einer dauerhaften Nutzung als Wohnung geeignet war und zugleich auch Wehrfunktionen hatte. Er verfügte meist nur über einen Hocheingang.
Wohntürme wurden vom frühen bis ins späte Mittelalter in ganz Europa errichtet und stellten einen – im Gegensatz zu einer großen Burganlage – relativ schnell und mit wenig Aufwand zu errichtenden Prototyp einer ebenso wehrhaften wie auch standesgemäßen Behausung für Ritter dar. Sie wurden oft zusätzlich mit Palisadenzäunen, Wassergräben oder kleinen Ringmauern geschützt (dann auch als Turmburgen bezeichnet). Sie konnten aber auch in große Burganlagen einbezogen werden. In Städten gelegene Türme werden als Geschlechtertürme bezeichnet; in Italien entsprachen sie oft dem Typus des Bergfrieds, der nur zu Verteidigungs- und Lagerzwecken genutzt wurde und oft erstaunliche Höhen erreicht, während sie in deutschen Städten meist als Wohntürme angelegt wurden. Erhaltene Beispiele finden sich hauptsächlich in Regensburg und Trier.

## Bauweise und Abgrenzung

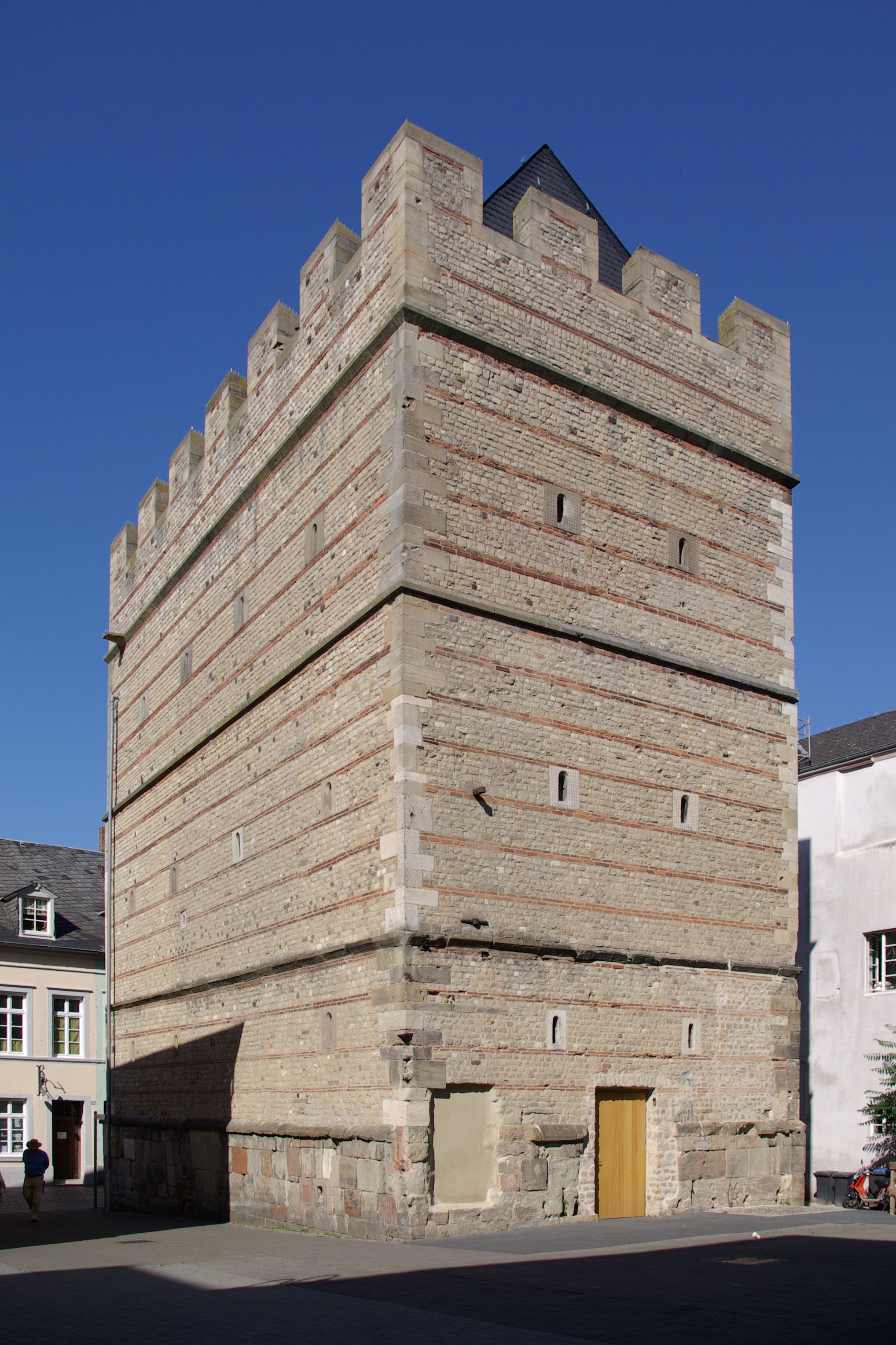
Frankenturm in Trier, 11. Jh.

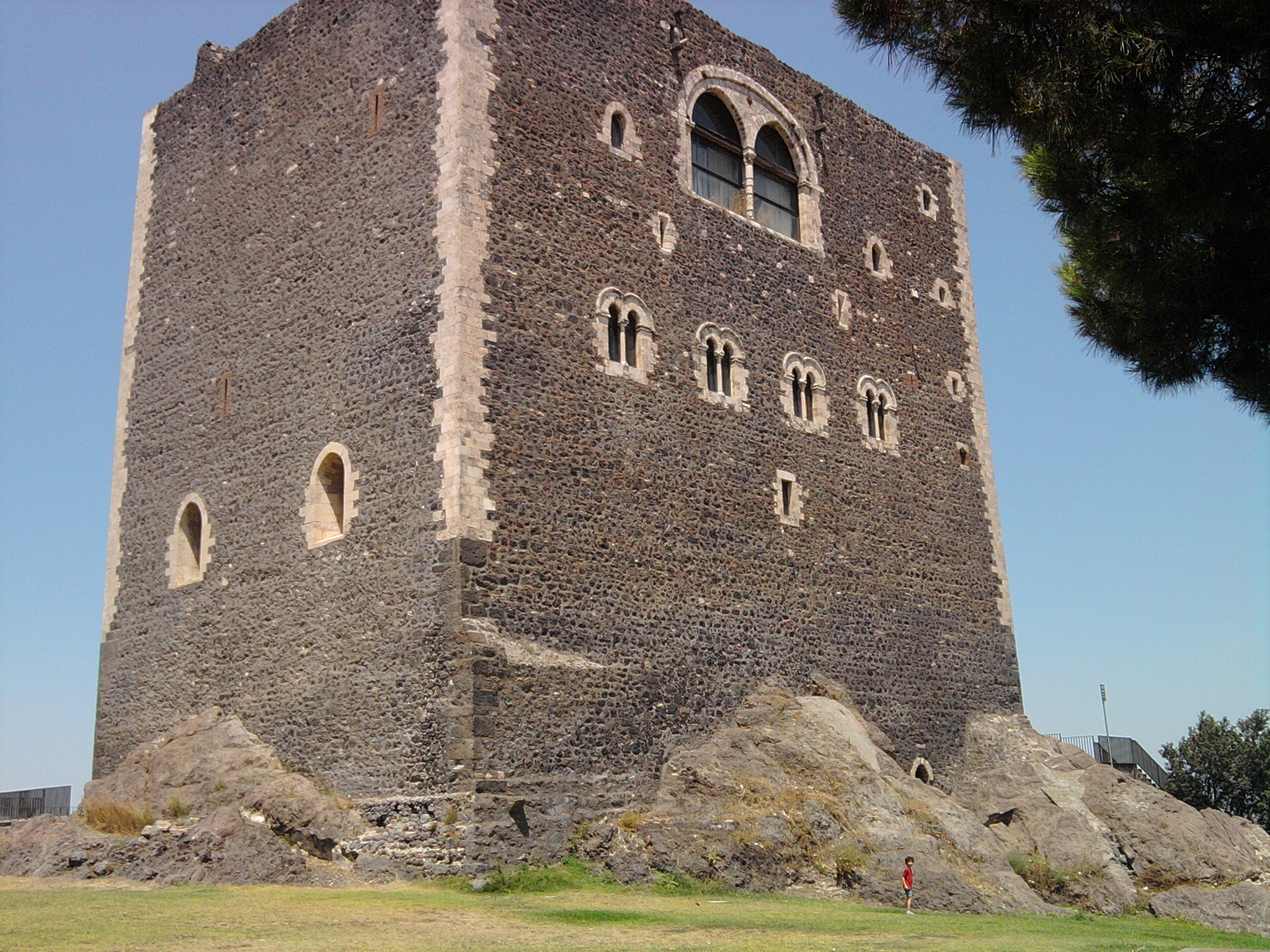
Normannenkastell in Paternò, Sizilien (1072)

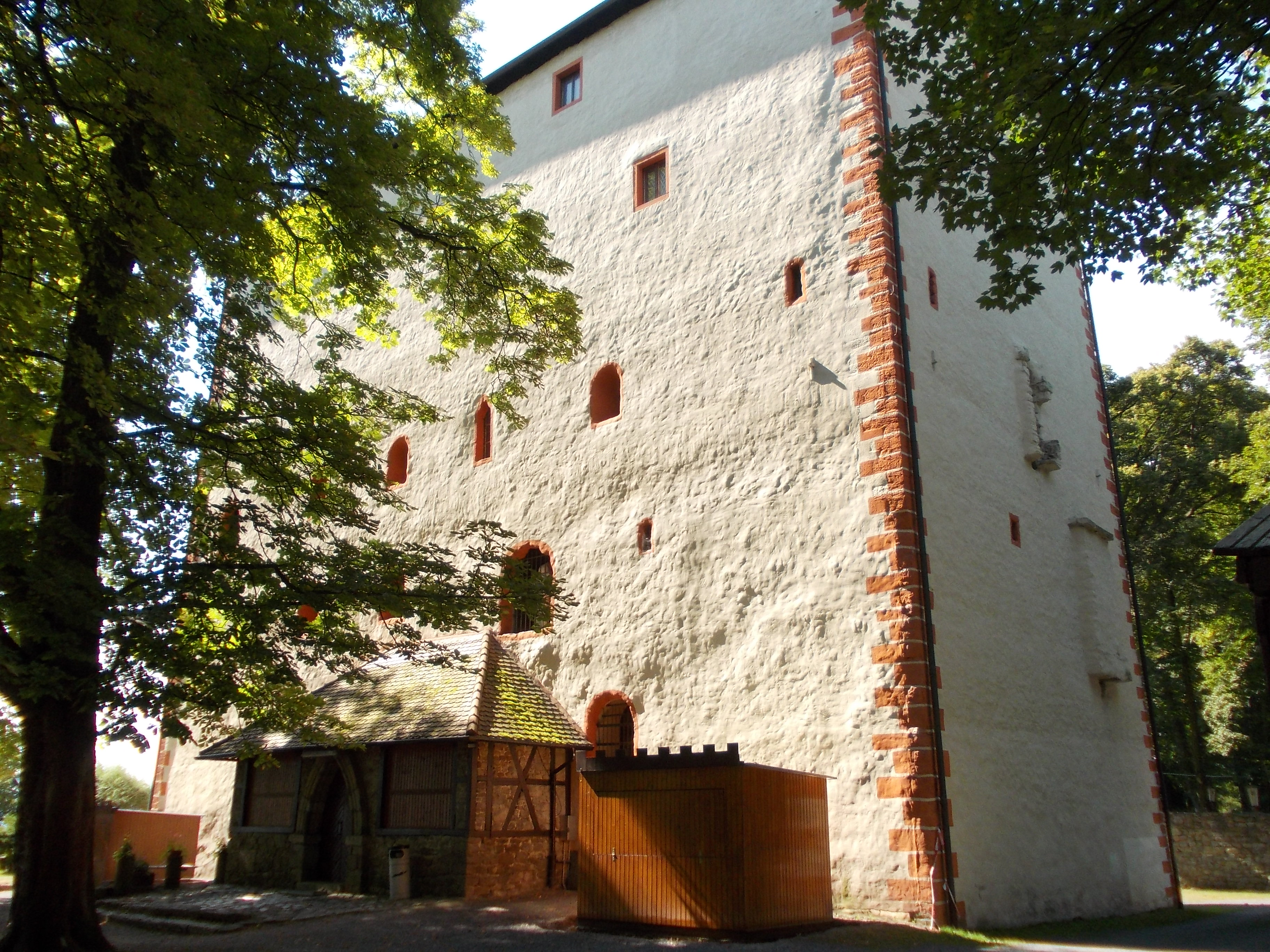
Kemenate Orlamünde, 11./12. Jh.

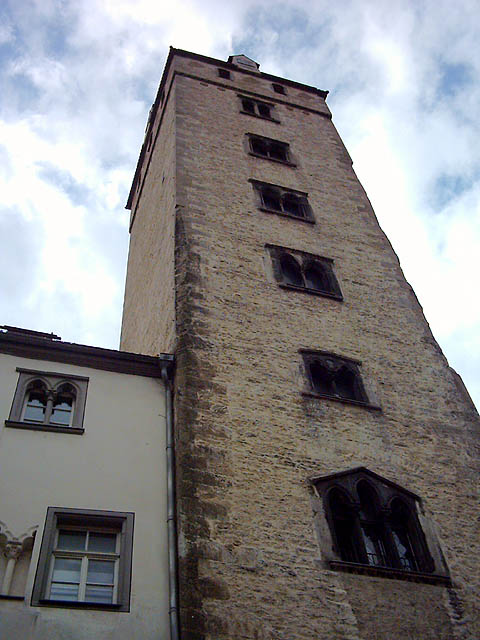
Goldener Turm in Regensburg, 13. Jh.

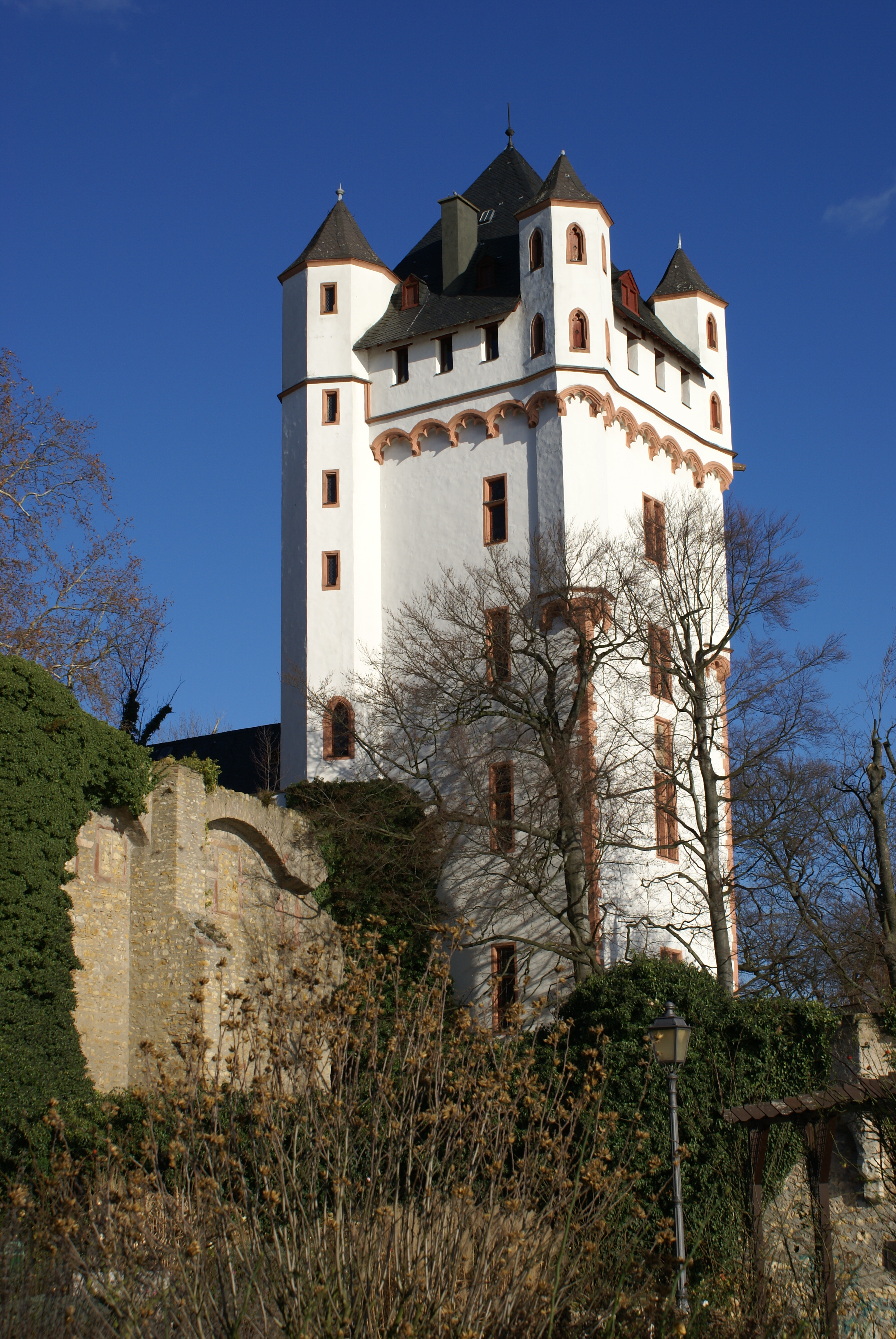
Wohnturm der Burg Eltville, 14. Jh.

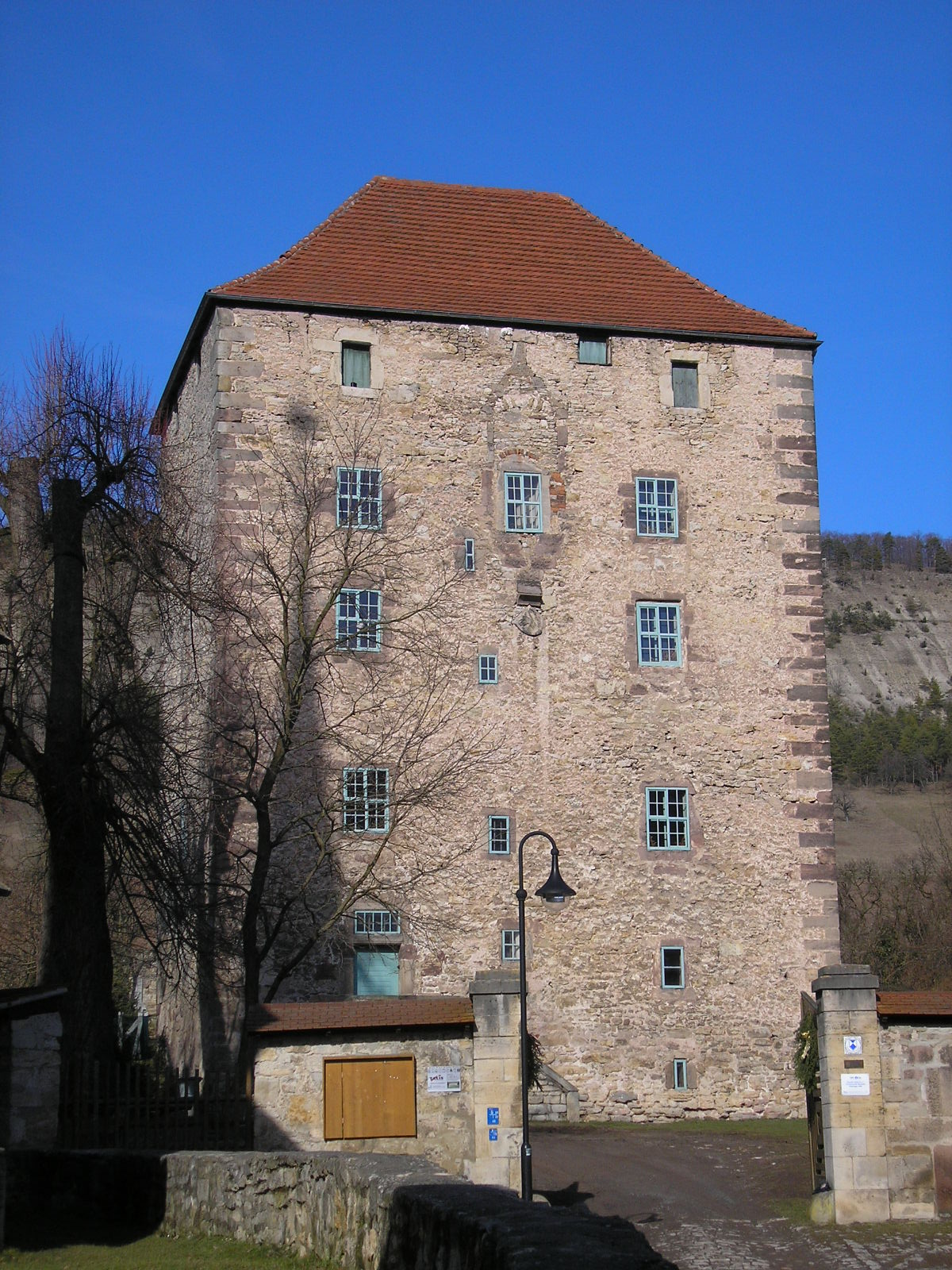
Die Kemenate Reinstädt, 15. Jh.

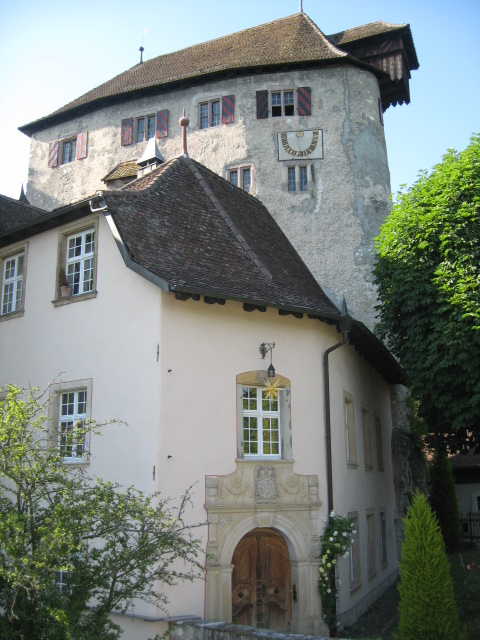
Burg Rotwasserstelz

Der Begriff des Wohnturms wird in der mittelalterlichen Architektur in Abgrenzung zu dem des reinen Wehrturms verwendet. Wehrtürme haben zwar meist Wachstuben, wurden aber nicht als (Familien-)Wohnsitze verwendet. Wohntürme hatten hingegen immer auch eine Wehrfunktion, was etwa durch den ursprünglich meist vorhandenen Hocheingang deutlich wird. Der Bergfried unterscheidet sich vom Wohnturm in erster Linie dadurch, dass er nicht für eine Wohnnutzung vorgesehen ist. Der Turmschaft eines Bergfrieds hat meist keine oder nur wenige kleine Fenster, die Angreifern ein Durchsteigen verwehrten, die Wächterstube war meist der einzige beheizbare Raum. Es gibt aber auch Übergangsstufen zwischen beiden Bautypen, die Otto Piper als „bewohnbaren Berchfrit“ bezeichnete. Diese hatten in den oberen Geschossen Wohnräume. Beispiele hierfür sind die beiden runden bewohnbaren Bergfriede der Vorburg II der Neuenburg und der Burg Stolpe. Auch auf der Runneburg, wurde der mit dem Palas verbundene, fünfgeschossige Wohnturm mit Hocheingang bereits ursprünglich für Wohnzwecke konzipiert: mit Kaminen, Aborterker und mehreren in die Mauer verlegten Treppenanlagen. Bisweilen wurden Höhenburgen zuerst mit einem freistehenden, bewohnbaren Turm begonnen und dann im Lauf der Zeit mit Ringmauer, Palas, Kapelle, Ställen und anderen Gebäuden zu ganzen Burganlagen ausgebaut, so etwa Schloss Sargans.
Der Übergang zwischen Wohnturm und Festem Haus ist ebenfalls fließend; der Wohnturm ist im Grunde ein bestimmter Bautypus eines festen Hauses, wobei seine Höhe die Breite (bzw. den Durchmesser) übertrifft und dadurch eine turmartige Form erhält. Neben fortifikatorischen Elementen mussten Wohntürme auch herrschaftlichen Wohn- und Repräsentationsbedürfnissen genügen und waren daher innen wohnlich ausgebaut, in einzelnen Räumen beheizbar und konnten auch einen saalartigen Fest- und Versammlungsraum enthalten. Weiherhäuser waren Wohntürme bzw. Feste Häuser, die im Wasser standen oder von einem Wassergraben umgeben waren. Oft bestanden sie aus einem steinernen Unterbau, der Wehrfunktionen erfüllte und Vorratsräume enthielt (mit Hocheingang, kleinen Schlitzfenstern oder Schießscharten) sowie einem darüber aufgesetzten Holz- oder Fachwerkhaus, in dem gewohnt wurde.
Für repräsentative Wehr- und Wohntürme, insbesondere in Frankreich, ist in der Burgenforschung die Bezeichnung Donjon üblich. In Irland und Großbritannien gibt es sogenannte Tower Houses, bei denen es sich um freistehende, wehrhafte Wohntürme handelt.

## Funktion und Nutzung
Im Mittelalter wurden regional Türme als herrschaftlicher Wohnsitz und zum Schutz vor feindlichen Angriffen erbaut. Als einzeln stehende Gebäude konnten sie auch als befestigter Adelssitz innerhalb von Städten dienen, so die Geschlechtertürme in Oberitalien (etwa in San Gimignano oder Bologna). Diese sind teilweise als Wohntürme mit Fenstern ausgebaut, teilweise aber bergfriedartige Wehrtürme, die nur im Verteidigungsfall bezogen und ansonsten als Lagerräume für Waffen, Munition und Vorräte genutzt wurden.
Mittelalterliche Städte errichten teilweise noch im Spätmittelalter sogenannte Wehrhöfe, burgartige Befestigungsanlagen die Teil einer vorgeschobenen Landwehr oder seltener Teil der Stadtmauer waren. Die städtischen Wehrhöfe von Demmin wurden in Urkunden der Stadt sogar als Burgen bezeichnet. Solche Wehrhöfe enthielten als zentralen Bestandteil oft Wohntürme. Von der Frankfurter Landwehr hat sich vom abgerissenen Wehrhof Kühhornshof der Wohnturm bis heute erhalten.
Die Mehrzahl der Wohntürme waren einzeln stehende Bauten des niederen Adels, der überwiegend aus Ministerialenfamilien bestand. Doch bewohnten auch Könige große, mit zahlreichen Nebenbauten versehene Wohntürme wie das Schloss Vincennes bei Paris.
Regionale Bezeichnungen für Wohntürme:
- Muthaus: Südniedersachsen, Ostwestfalen
- Kemenate: Breitwohntürme in Thüringen
- Tower House: Irland, Schottland
- Kulla: Albanien

Ähnliche Bauformen:
- Turmburg
- Kaukasischer Wehrturm

Im südosteuropäischen Raum boten wohnturmartige Gebäude noch im 19. Jahrhundert Schutz gegen umherziehende Banden. So zum Beispiel in den Albanischen Alpen, wo die Wohntürme (Kulla) auch als Rückzugsorte für Männer dienten, die von der Blutrache zwischen verfeindeten Familien bedroht waren.
Im arabischen Raum, insbesondere im Jemen, sind wehrhafte Wohntürme auch heute noch in Gebrauch. Bis in die heutige Zeit werden weiter Wohntürme als Kerngebäude einzelner Gehöfte in den ländlichen Regionen Irans, Afghanistans, Turkmenistans, Tibets und Nordchinas errichtet.
Im 20. Jahrhundert wurden Wassertürme, die auch eine Wohnnutzung aufwiesen, als Wohnwasserturm bezeichnet. Heute werden gelegentlich bewohnte Hochhäuser als Wohntürme bezeichnet.

## Beispiele

### Deutschland

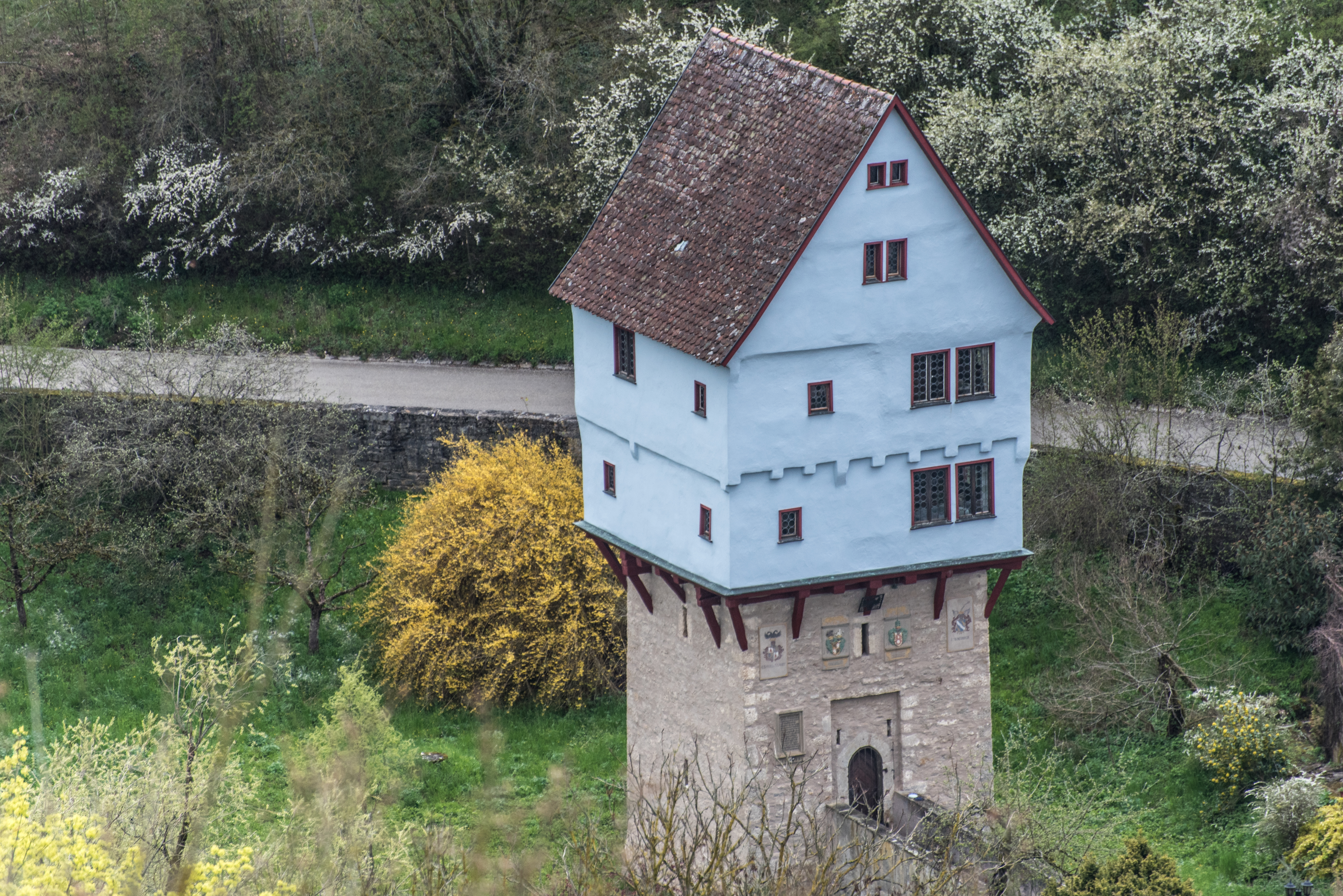
Topplerschlösschen, Wohnturm vom Typ Weiherhaus

In Deutschland ist noch eine größere Anzahl von Wohntürmen erhalten, aber sie stellen nur einen Bruchteil des einstigen Bestandes dar. Der älteste erhaltene Turm ist der Granusturm in Aachen, ehemals Teil der Aachener Kaiserpfalz Karls des Großen aus dem 8. Jahrhundert, dessen genaue Zweckbestimmung jedoch ungeklärt ist. Ferner gehören zu den ältesten Beispielen (aus dem 11. Jahrhundert) der Frankenturm und der Turm Jerusalem in Trier oder (aus dem 12. Jahrhundert) der „Wohnturm I“ der Neuenburg in Sachsen-Anhalt.
Die Thüringer Breitwohntürme könnten nach süditalienischem Vorbild (etwa der Normannenburg von Paternò) entstanden sein, bekannteste Beispiele sind die „Kemenaten“ Orlamünde, Reinstädt und Ziegenrück.
Beispiele für „Breitwohntürme“ vom mitteldeutschen Typus:
- Kemenate Orlamünde, Thüringen
- Kemenate Reinstädt, Thüringen
- Kemenate Ziegenrück, Thüringen
- Ruine Burg Dölau, kleiner Breitwohnturm, Thüringen
- Kemenate der Wasserburg Kapellendorf, Thüringen
- Hohes Haus von Schloss Kochberg, Thüringen
- Burg Kriebstein, umbauter Breitwohnturm, Sachsen
- Burg Wolkenstein, Sachsen
- Schloss Burgk, Thüringen
- Burg Tannenberg, Hessen
- Burg Stein, Bayern (Oberfranken)
- Burg Rotwasserstelz, Hohentengen am Hochrhein, Baden-Württemberg

Weitere Beispiele für (einst) ländliche Burgen mit Wohntürmen sind (alphabetisch):
- Burg Adelebsen, Niedersachsen
- Burg Altendorf, Essen
- Battenbergturm, Haldern
- Wohnturm Benneckenbeck, Magdeburg
- Wohnturm Berneburg, Hessen
- Burg Beverungen bei Höxter, Westfalen
- Burg Brennhausen, Unterfranken
- Burg Dreckburg, Salzkotten, Westfalen
- Burg Gerswalde, Brandenburg
- Goldener Turm, Regensburg
- Burg Hattenheim bei Eltville
- Burg Hof am Regen (im 12. Jahrhundert Kirche, bald danach zu einem Wohnturm aufgestockt)
- Kattenturm, Essen
- Burg Frauenstein (Erzgebirge), „Dicker Merten“ (donjonartig, mit runden Ecken und einem internen runden Wendelstein)
- Issumer Turm, Krefeld
- Wohnturm Hofgut Lehmen, Rheinland-Pfalz
- Burg Mylau, Sachsen
- Burg Nideggen bei Düren
- Wohnturm Prester bei Magdeburg
- Burg Querfurt (Marterturm), Sachsen-Anhalt
- Runneburg, Weißensee (Thüringen)
- Wohnturm Senheim, Rheinland-Pfalz
- Stockturm (Nienburg/Weser)
- Wohnturm eines ehem. Burgmannensitzes in Wandersleben, Thüringen

Städtische Wohntürme (innerhalb einer Stadtmauer):
- Burg Eltville
- Koblenz: Deutscher Kaiser
- Bischofschloss (Markdorf), Baden-Württemberg
- Mainz: Haus zum Stein
- Nürnberg: Nassauer Haus
- Regensburg: Goldener Turm, Baumburger Turm
- Schwäbisch Gmünd: Glockenturm
- Trier: Dreikönigenhaus, Frankenturm, Turm Jerusalem

### Schweiz
- Bilgeriturm, Zürich
- Grimmenturm, Zürich
- Ruine Bürg, Kanton Bern
- Schloss Mammertshofen, Thurgau
- Plantaturm (CC) (von 960), Benediktinerinnenkloster St. Johann, Müstair, Graubünden
- Tuor Planta, Susch, Graubünden
- Tuor, Samedan, Graubünden
- Wohnturm Chisti

### Österreich
- Burg Freundsberg, Tirol
- Thurnerhof, Langkampfen, Tirol
- Schloss Schönwörth, Tirol
- Burg Hart in Kindberg, Steiermark

### Griechenland
- Turm von Kiveri auf dem Peloponnes

### Italien
- Kränzelstein, Sarnthein, Südtirol
- Zant in Elzenbaum, Freienfeld, Südtirol
- Steifler in Jenesien, Südtirol

### Polen
- Wohnturm in Siedlęcin, früher Boberröhrsdorf (Schlesien)
- Schloss Tepliwoda im Powiat Ząbkowicki (Kreis Frankenstein), Niederschlesien
- Turm von Dittersbach (Dzietrzychowice in der Landgemeinde Żagań, Niederschlesien)
- Wohnturm Wittgendorf in der Gemeinde Szprotawa (Sprottau), Woiwodschaft Lebus, Niederschlesien

### Schweden
- Kärnan in Helsingborg

### Tschechien
- romanischer Wohnturm der Burg Přimda, Ruine
- großer und kleiner Wohnturm auf Burg Karlštejn

## Bilder

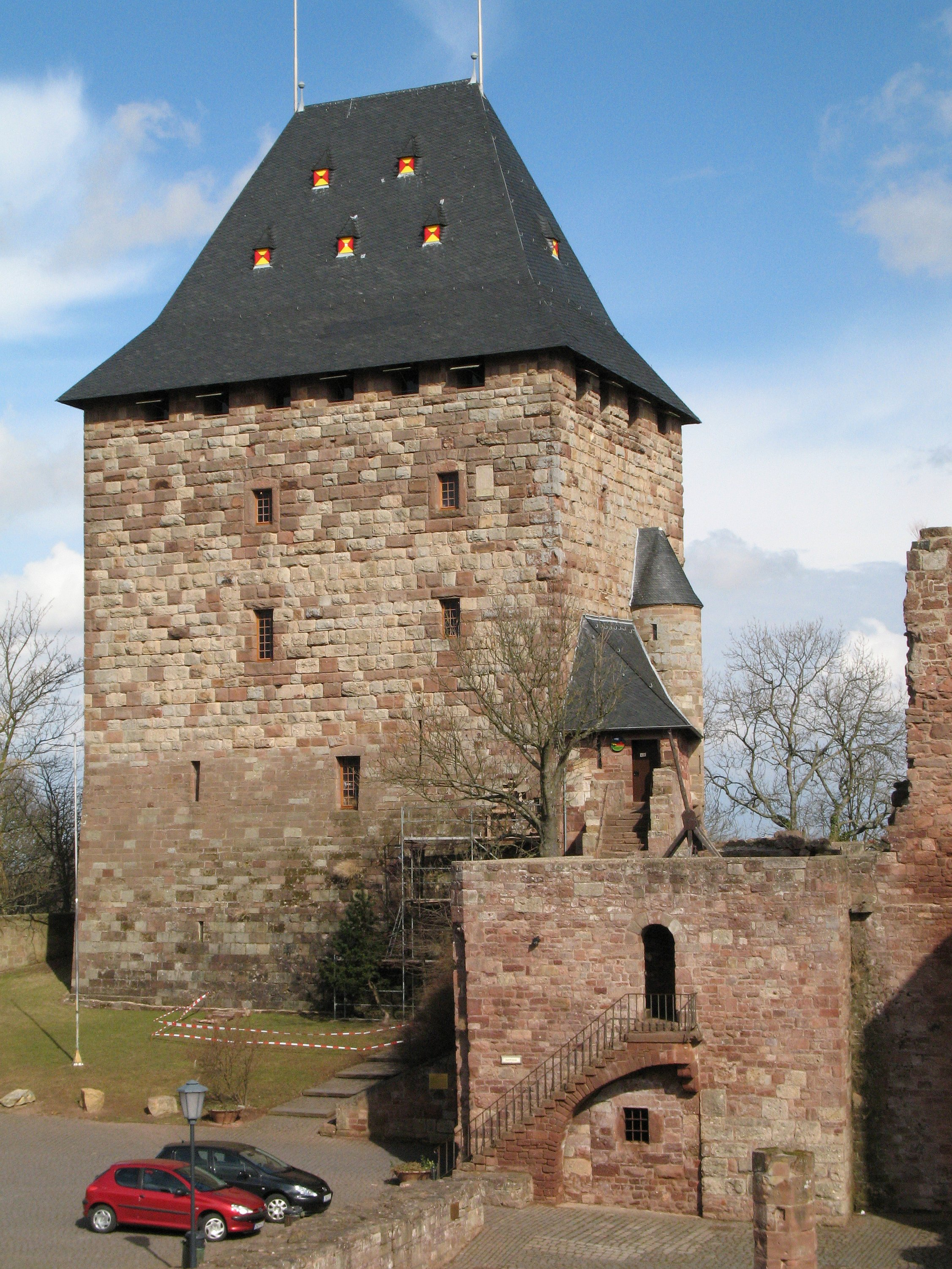
Wohnturm der Burg Nideggen, Nordrhein-Westfalen
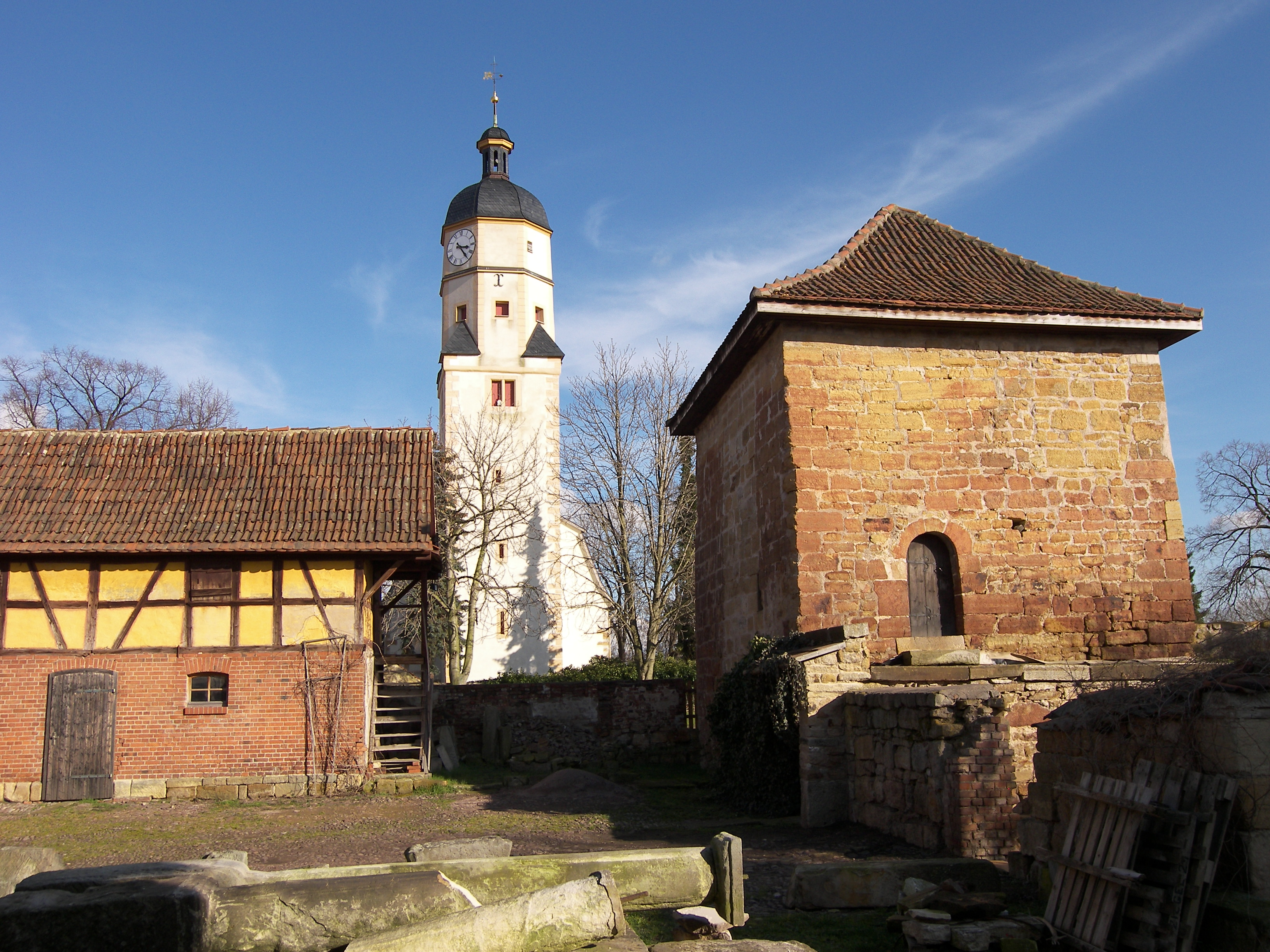
Wandersleben, Thüringen, Wohnturm eines Burgmannensitzes um 1250
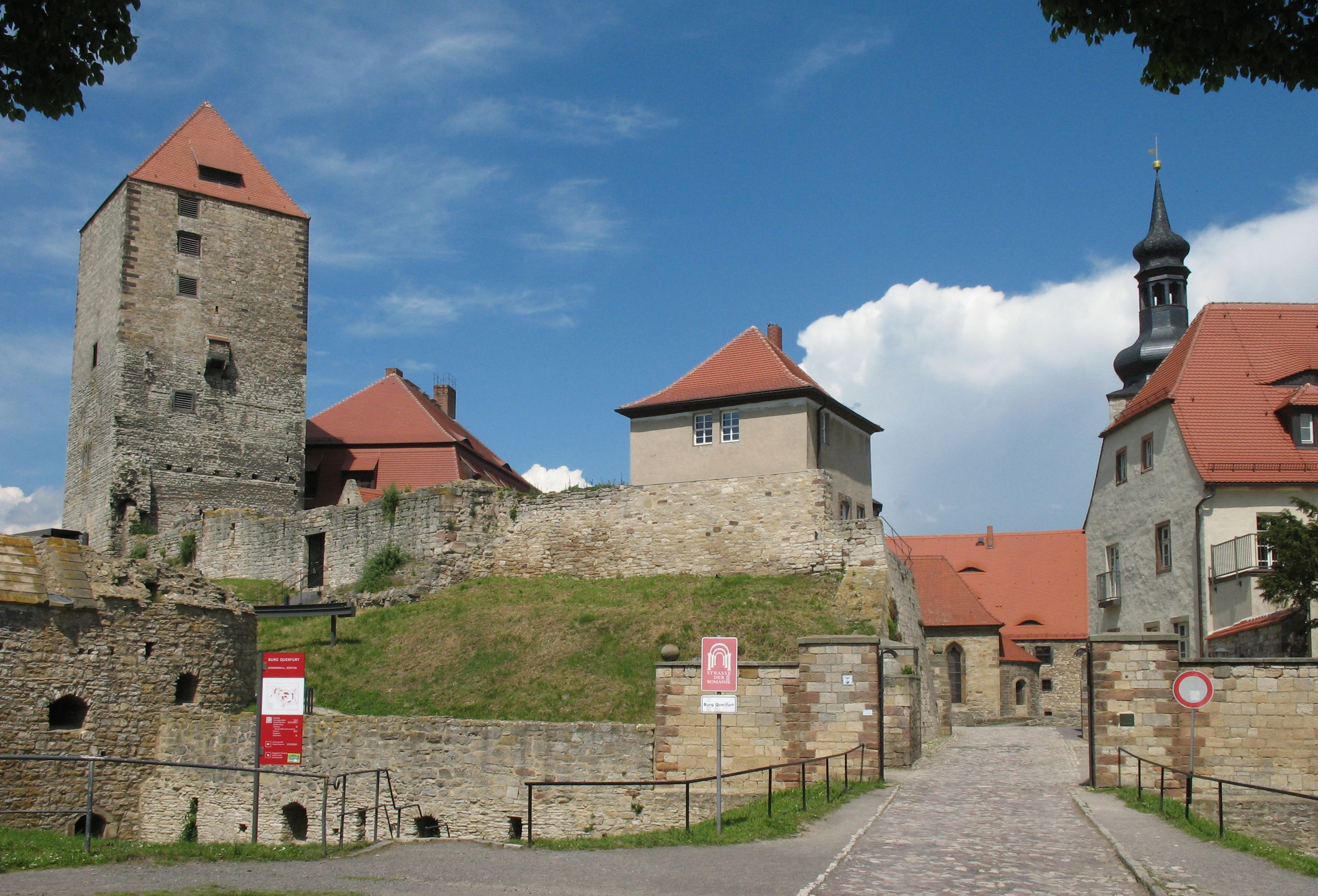
Marterturm (links) der Burg Querfurt, Sachsen-Anhalt
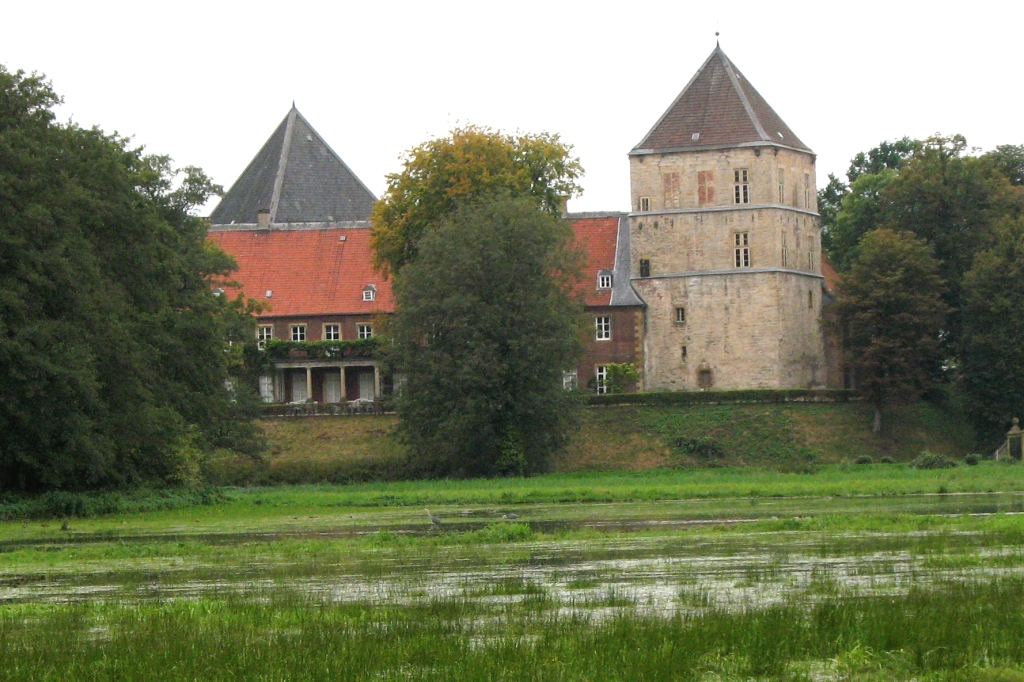
Wohnturm (rechts) von Schloss Rheda, Nordrhein-Westfalen
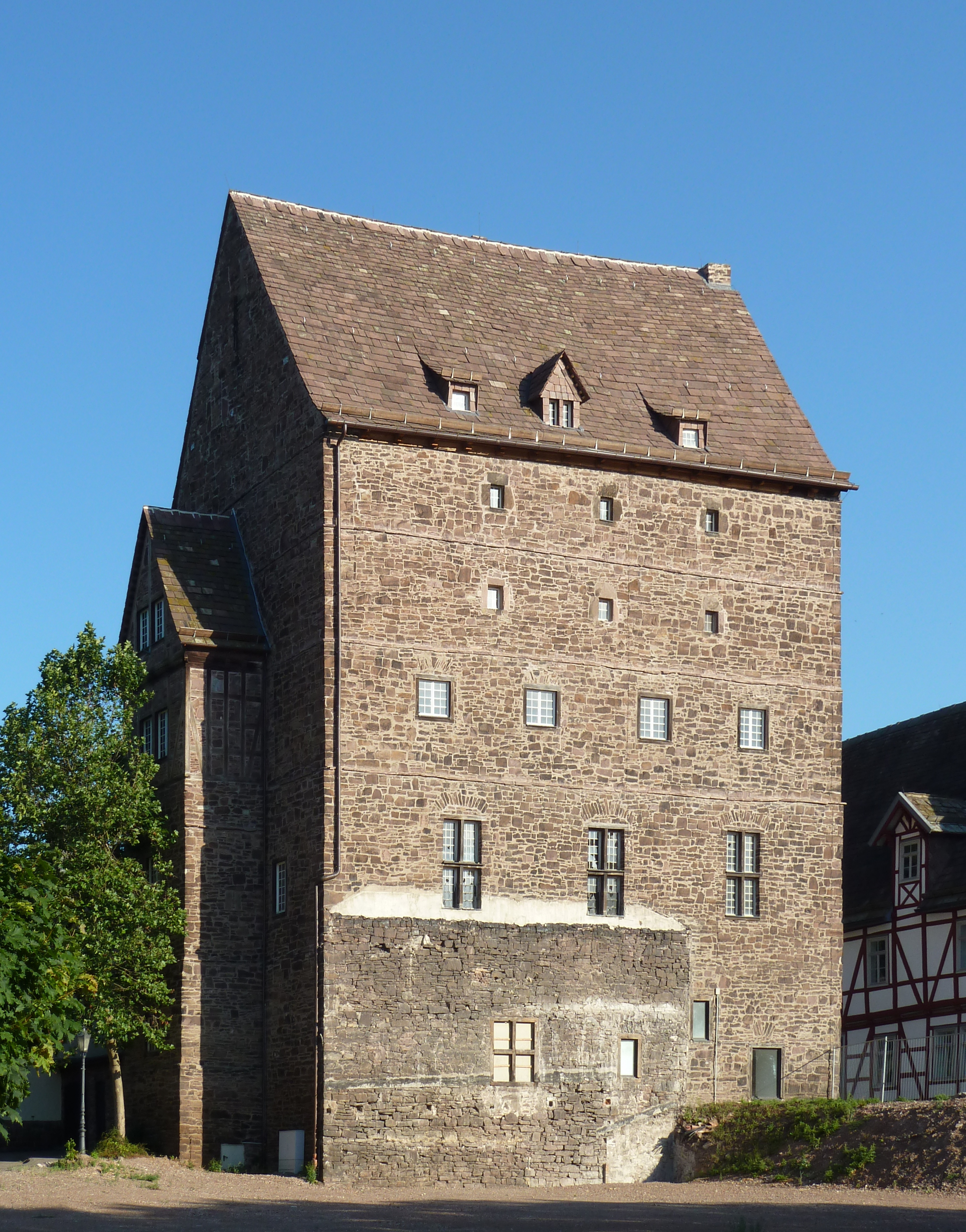
Burg Beverungen, Nordrhein-Westfalen
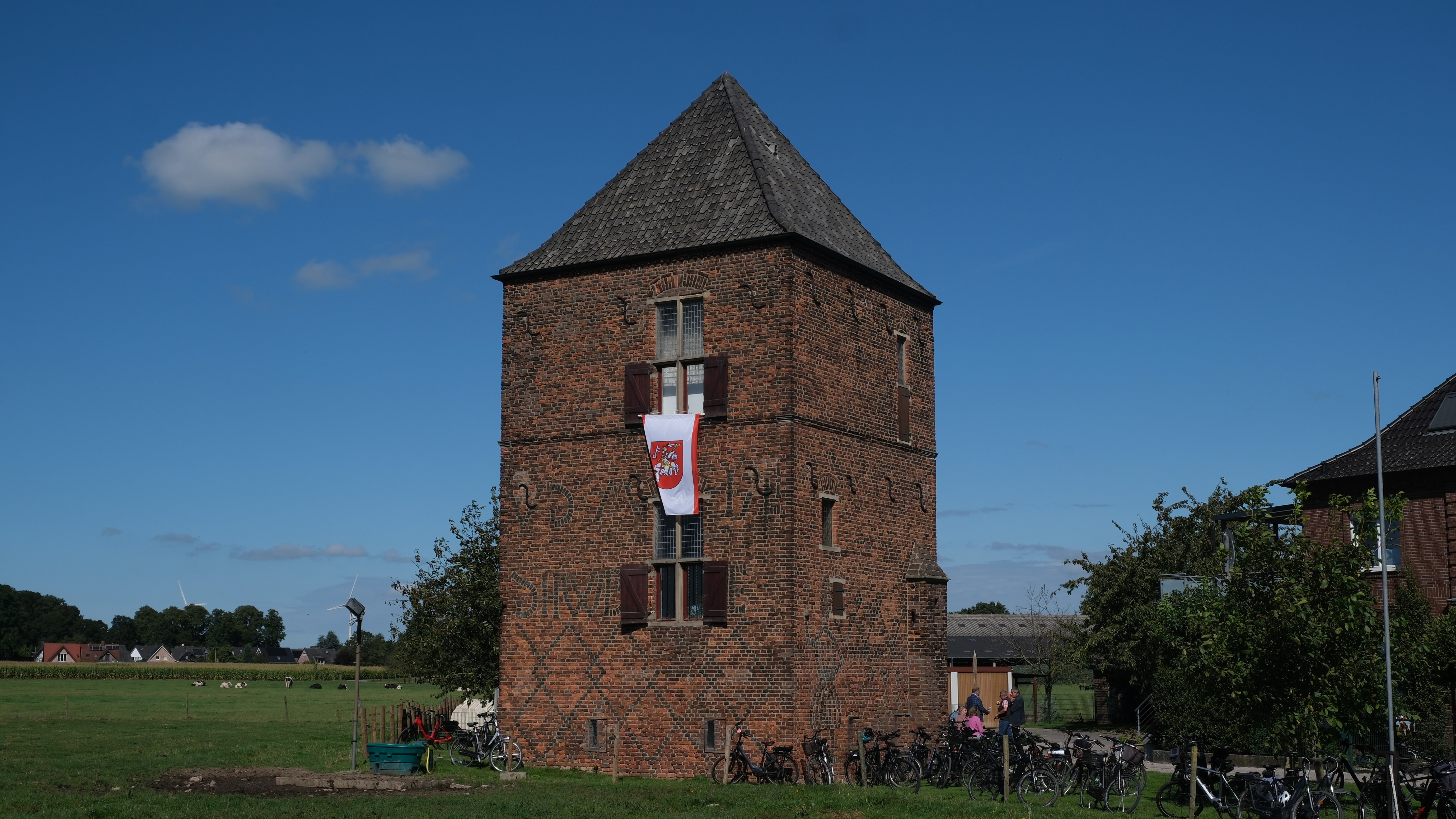
Battenbergturm Haldern, Nordrhein-Westfalen
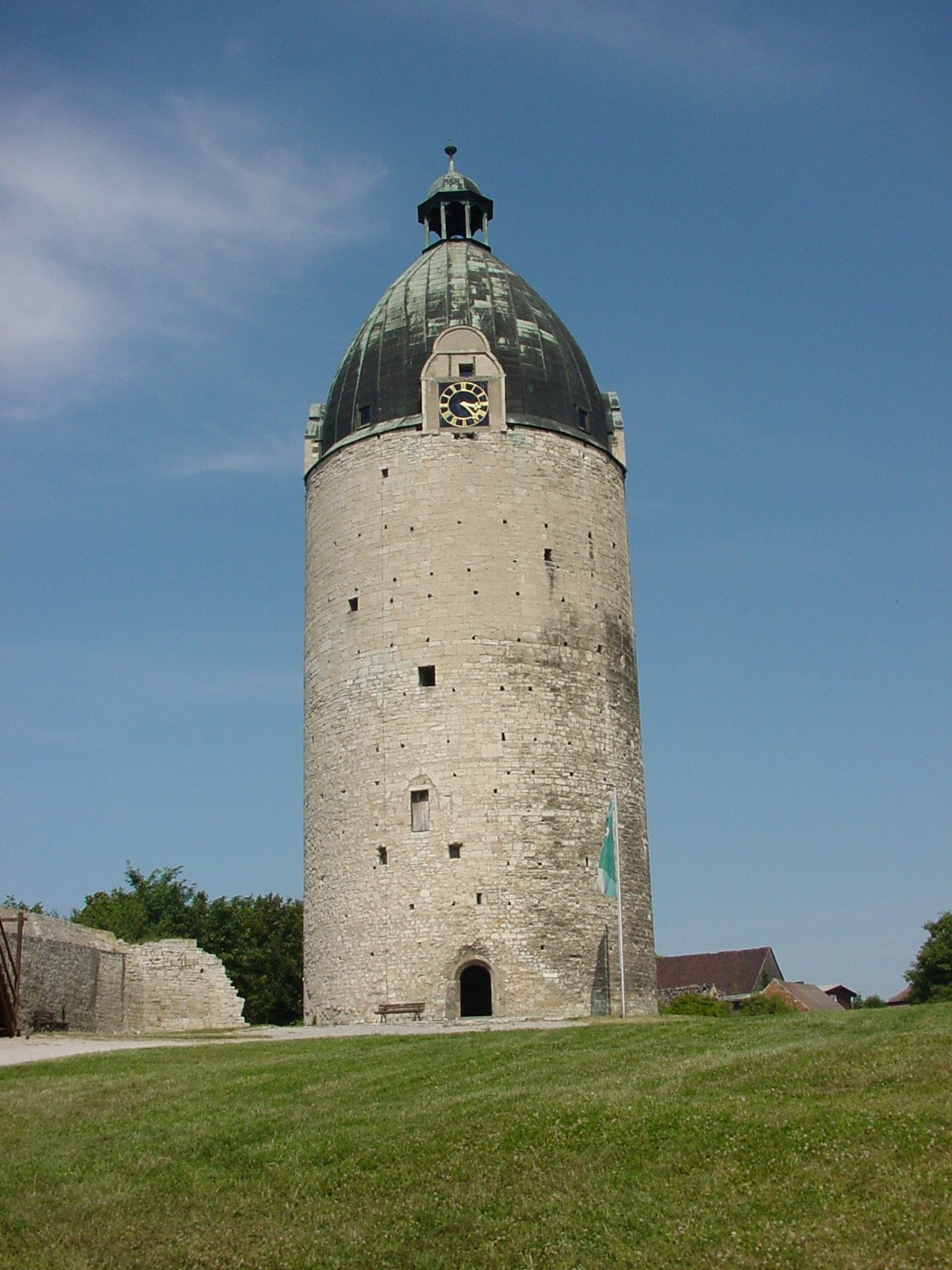
Runder bergfriedartiger Wohnturm der Vorburg II der Neuenburg, Sachsen-Anhalt
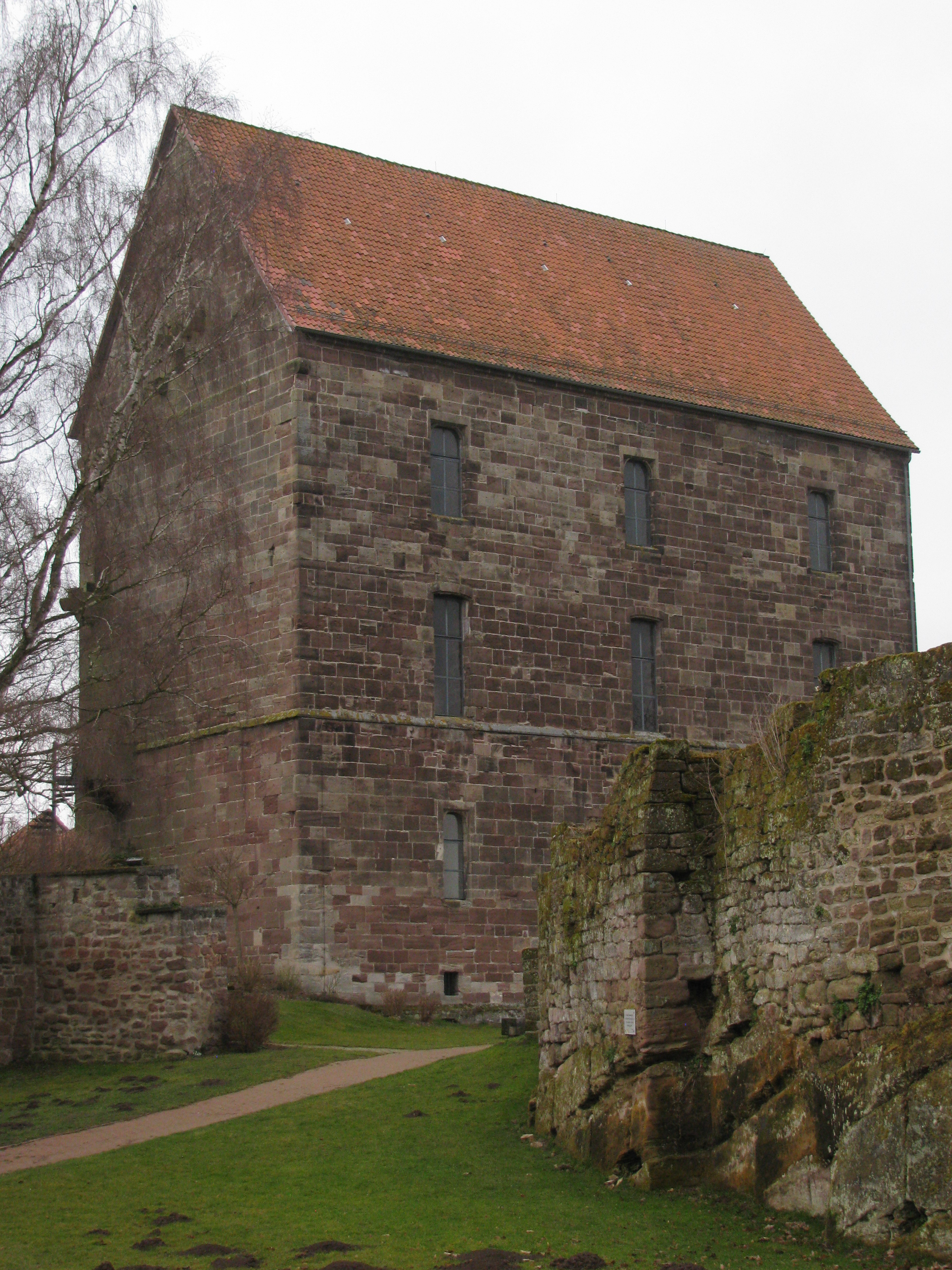
Burg Hardegsen, Südniedersachsen
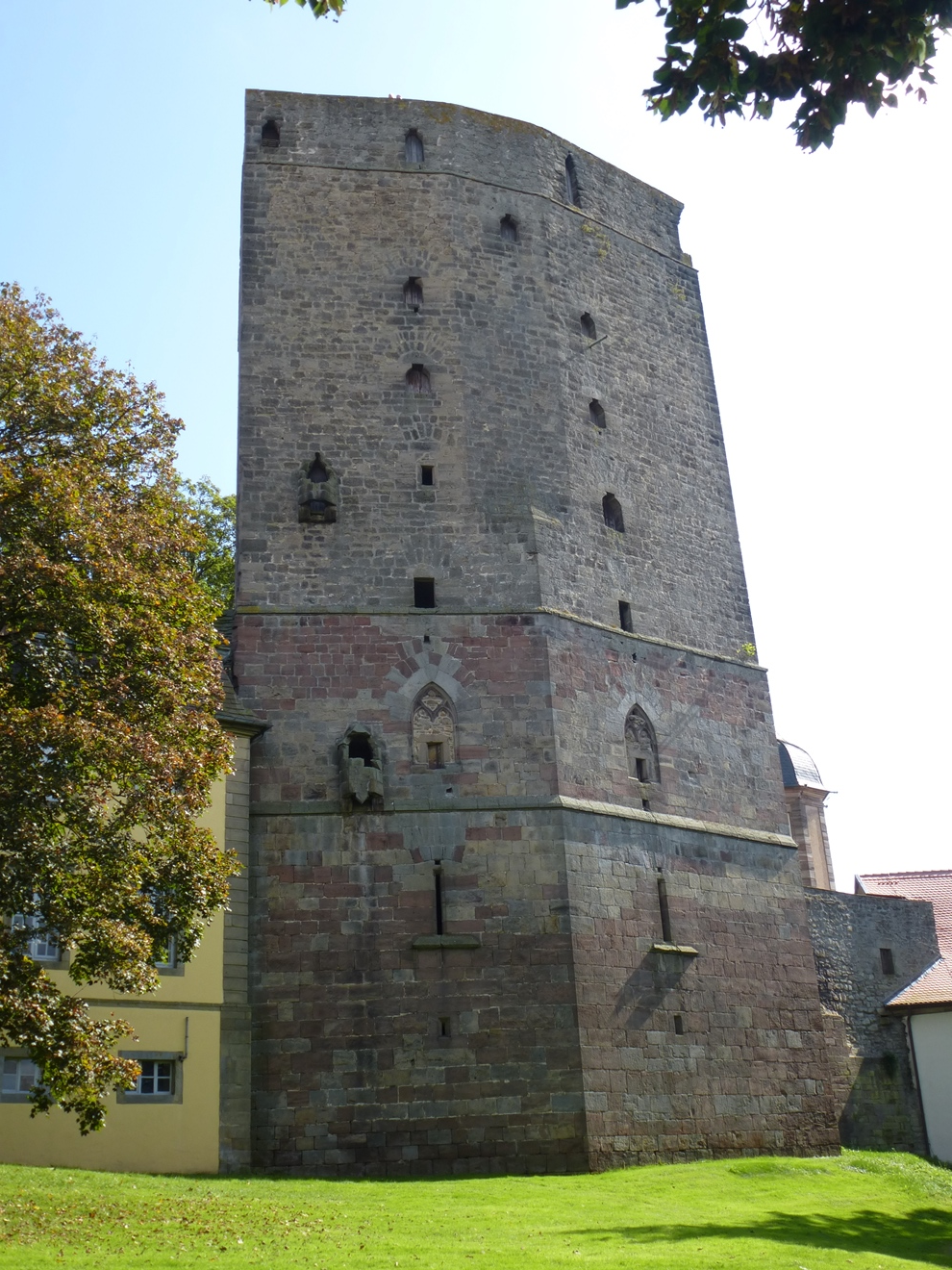
Burg Adelebsen, Südniedersachsen
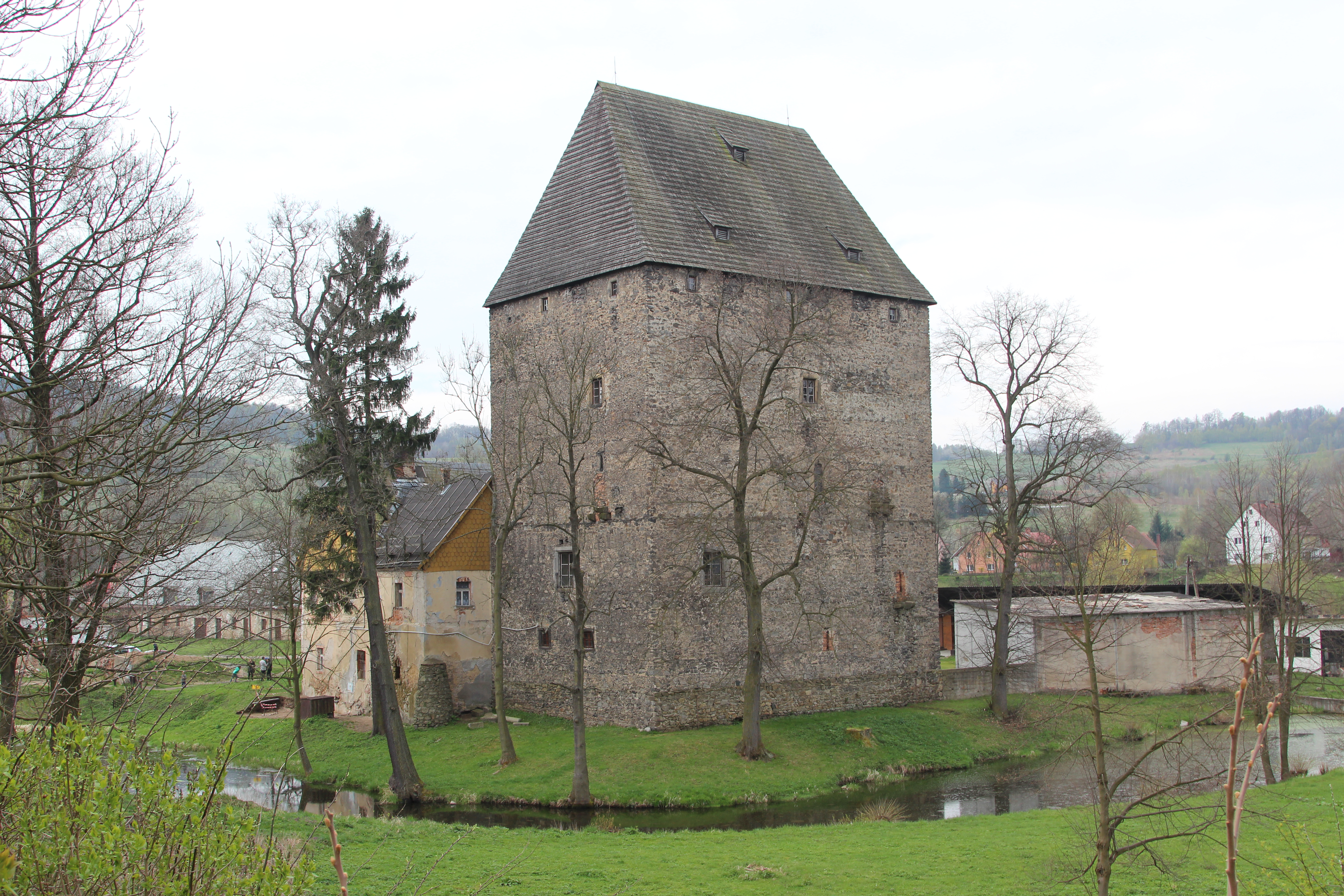
Wohnturm Boberröhrsdorf, Niederschlesien
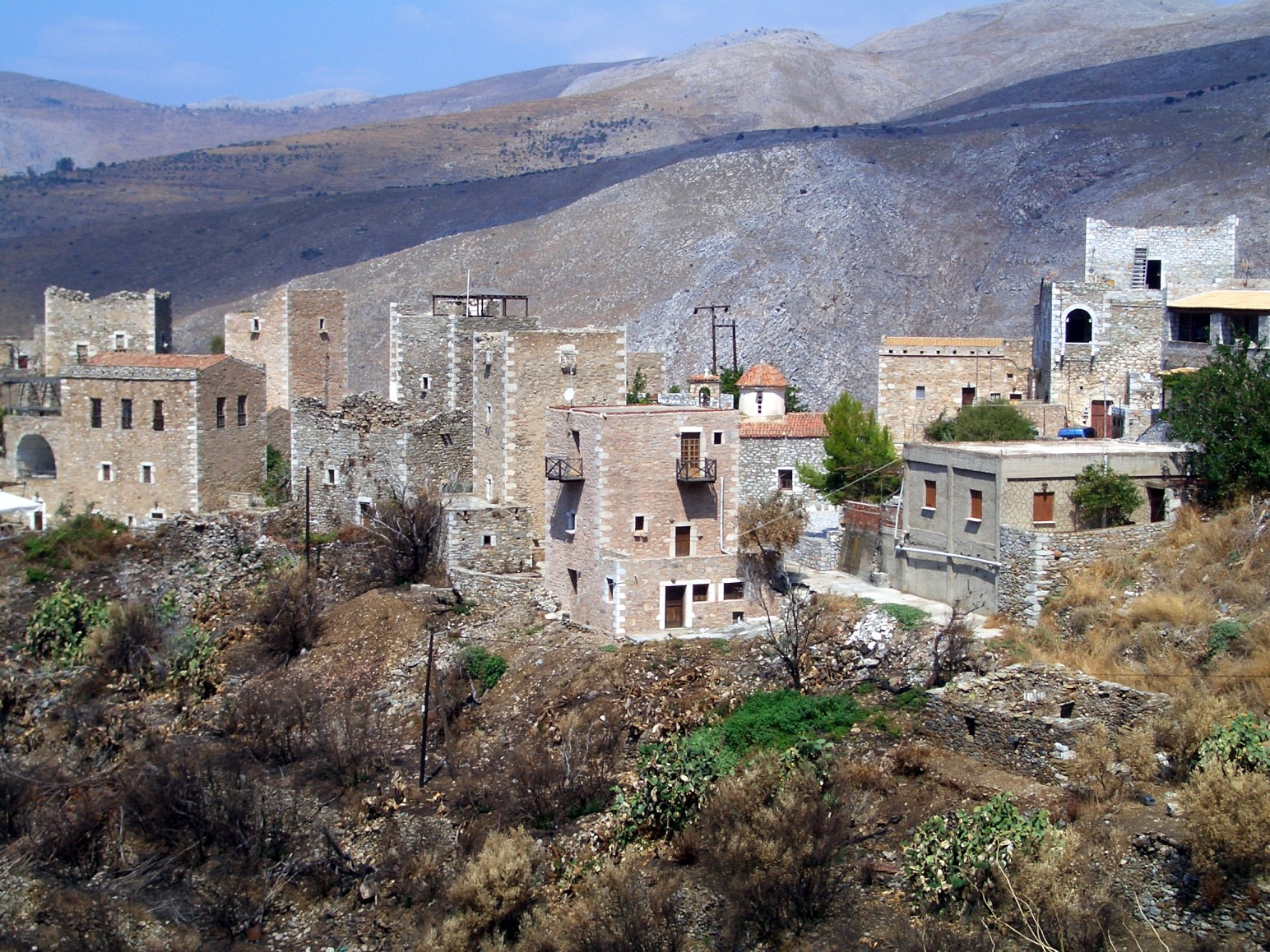
Wohntürme im griechischen Vathia
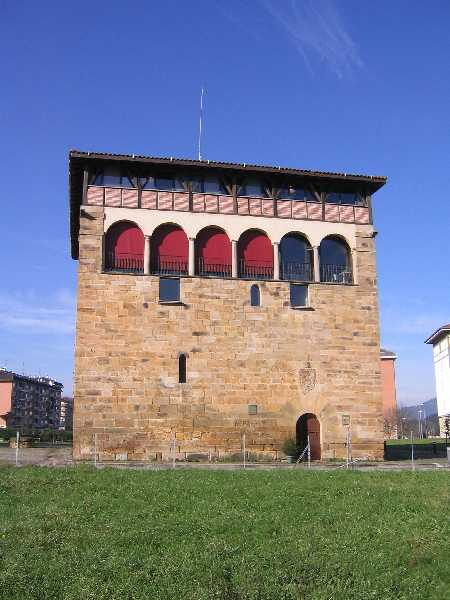
Wohnturm in Abadiano, Baskenland
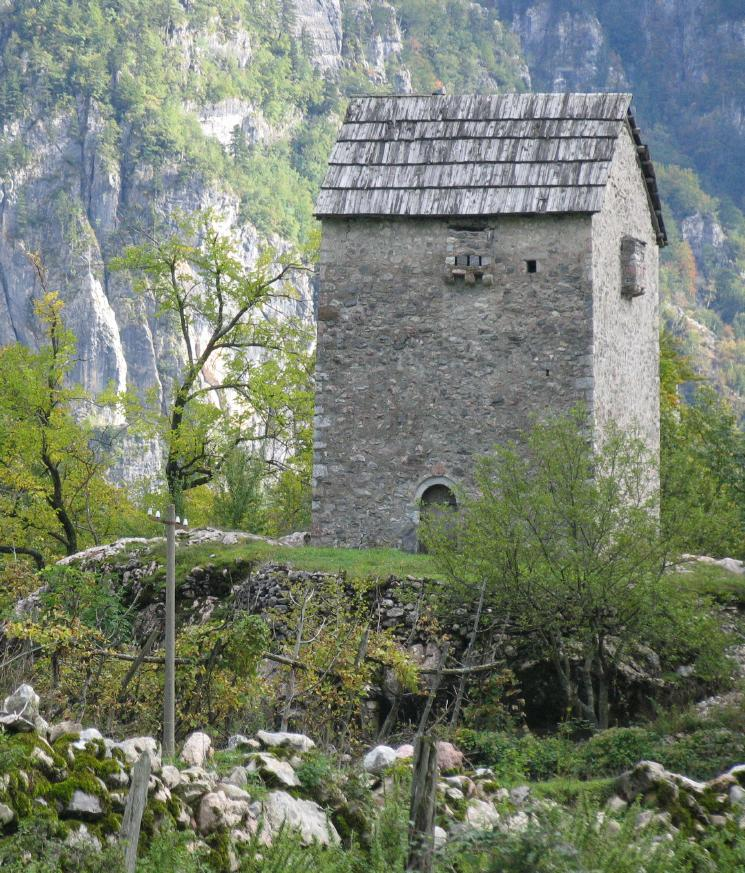
Kulla im nordalbanischen Bergdorf Theth
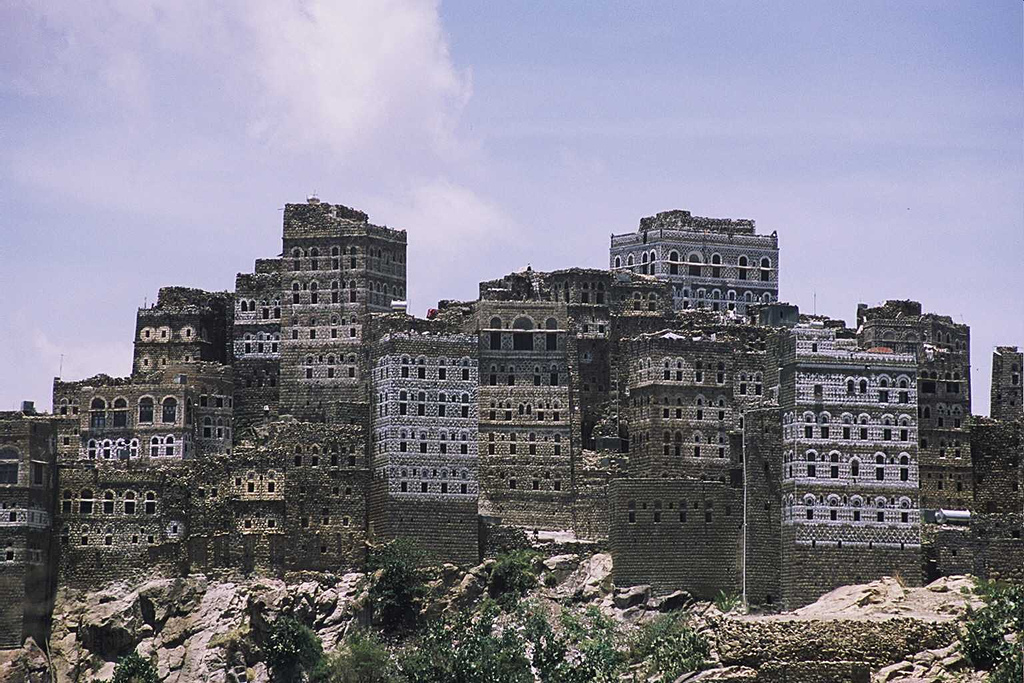
Wohntürme in al-Hadschara, Jemen
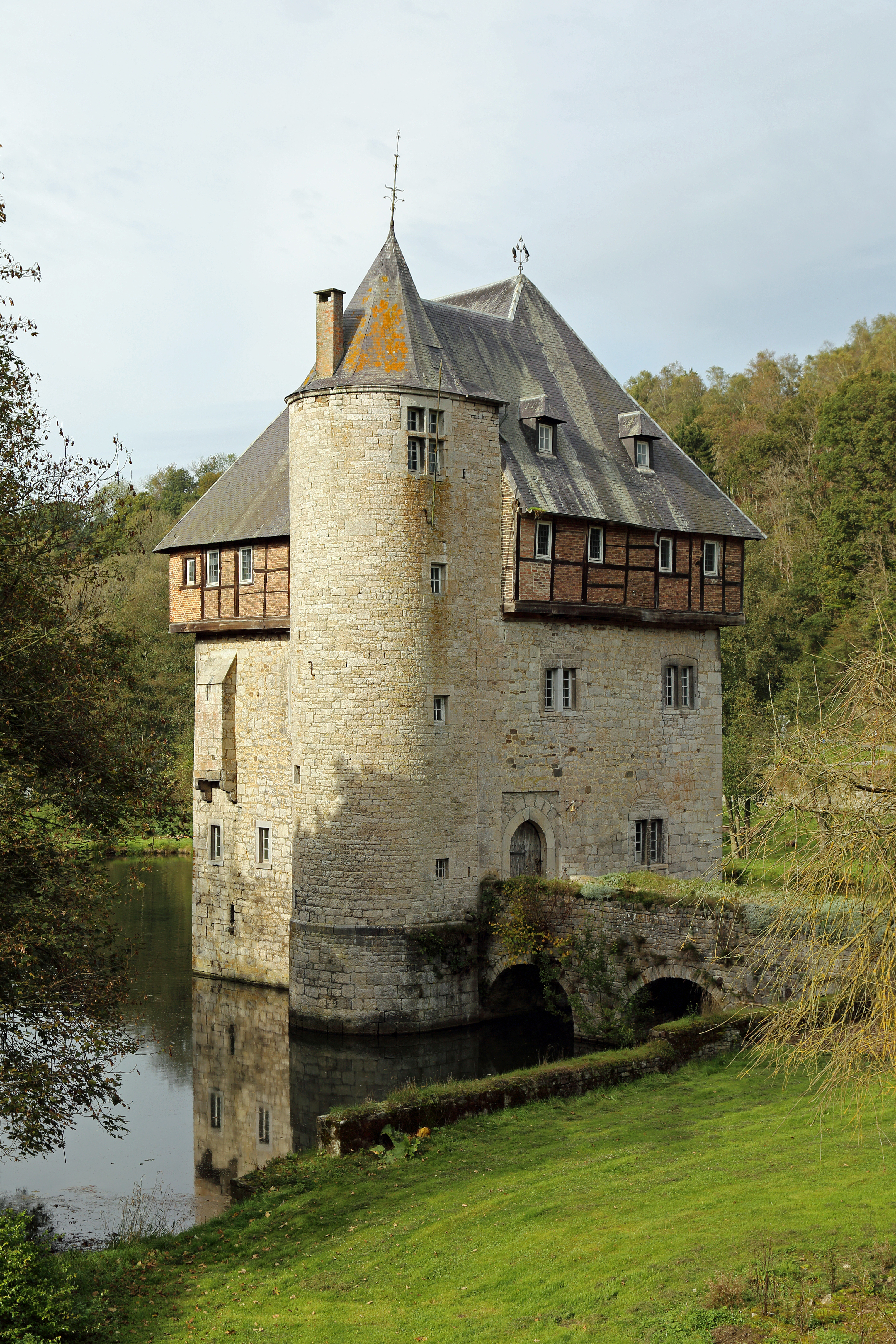
Wohnturm in Crupet, Assesse, Belgien